# 鹿児島市立花尾小学校
鹿児島市立花尾小学校（かごしましりつ はなおしょうがっこう）は、鹿児島県鹿児島市花尾町にある市立小学校。

## 沿革
- 1920年（大正9年） - 南方校（現在の鹿児島市立南方小学校）から分立し花尾尋常小学校と称する[1]。
- 1922年（大正11年） - 高等科設置により花尾尋常高等小学校と改称。
- 1941年（昭和16年） - 国民学校令が施行されたのに伴い、花尾国民学校と改称。
- 1947年（昭和22年） - 郡山村立花尾小学校と改称。
- 1956年（昭和31年） - 郡山村が町制施行したのに伴い、郡山町立花尾小学校と改称。
- 2004年（平成16年） - 郡山町が鹿児島市に編入されたのに伴い、鹿児島市立花尾小学校と改称。

## 通学区域
花尾小学校の通学区域は以下の町丁の区域が指定されている。
- 油須木町の一部
- 東俣町の一部
- 花尾町の一部